# الهه هیکس
الهه شریف‌پور-هیکس وکیل و مدافع جمهوری اسلامی  و  ایرانی-آمریکایی و از فارغ‌التحصیلان دانشکدهٔ حقوق و علوم سیاسی دانشگاه تهران در سال ۱۹۸۲ است. هیکس از سال ۱۳۶۷ خورشیدی در آمریکا زندگی کرده و در نیویورک اقامت دارد. او مؤسس و مدیر اجرایی سازمان همیاران برای حقوق بشر (Partners For Rights) است.

## تحصیلات
شریف پور فارغ‌التحصیل دانشکدهٔ حقوق و علوم سیاسی دانشگاه تهران در سال ۱۹۸۲ بوده و دارای مدرک ال‌ال‌ام از مدرسهٔ حقوق فوردهام در نیویورک است.

## فعالیت حرفه‌ای
هیکس از ۱۹۹۴ تا ۲۰۰۳ به عنوان پژوهشگر ایران در بخش خاورمیانه و شمال آفریقای دیده‌بان حقوق بشر کار کرده است. در این نهاد، او مؤلف گزارش‌هایی دربارهٔ حقوق بشر و اقلیت‌ها از جمله بهاییان در ایران بوده.
هیکس به عنوان فعال حقوق بشر در برنامه‌های صدای آمریکا حضور داشته است و همچنین برای دفتر کمیساریای عالی حقوق بشر سازمان ملل متحد و اول حقوق بشر کار کرده است. او از اعضای کارگروه مستقل شورای روابط خارجی در مورد سیاست ایالات متحده آمریکا در قبال ایران به ریاست زیبگنیو برژینسکی و رابرت گیتس بوده است.
هیکس در برابر کمیتهٔ منتخب امور خارجه پارلمان بریتانیا در رابطه با حقوق بشر و بهاییان در ایران شهادت داده است.

### حضور در ایران
شریف‌پور در ماموریت‌های «واقعیت‌یابی حقوق بشری» به عنوان «اولین دیده‌بان حقوق بشر در ایران» پنج بار به ایران سفر کرده است.
او مأموریت رسمی خود را «اقدامی از طرف دولت آقای رفسنجانی … برای جاده صاف کردن بین دولت رفسنجانی و جوامع بین‌الملل» خوانده است. او ادعا کرده است که نخستین نماینده رسمی بوده که در سال ۱۹۹۶ در هتل با عباس امیرانتظام ملاقات کرده است. در جریان پرونده دستگیری و محاکمه سیزده یهودی در شیراز ۱۳۷۷ به نمایندگی از دیده‌بان حقوق بشر در شیراز حضور داشت و دادگاه را تعقیب می‌کرد.

## زندگی شخصی
شوهر او نیل هیکس (Neil Hicks) پژوهشگر سابق سازمان عفو بین‌الملل است.

## نظرات
هیکس اعدام‌های ایران را خلاف قوانین بین‌المللی و سنگسار را نوعی شکنجه و اعدام نوجوانان در این کشور را «دهن کجی ایران به نهادهای بین‌المللی» دانسته است. هیکس حامی رای دادن در انتخابات ریاست جمهوری ۱۴۰۰ ایران بود.

### واکنش به جایزهٔ شیرین عبادی
وقتی شیرین عبادی جایزه صلح نوبل را در سال ۲۰۰۳ دریافت کرد، هیکس از این که او از فرصت این پلتفرم برای «محکوم کردن سابقه حقوق بشری ایران» استفاده نکرد و اشاره‌ای به تظاهرات دانشجویان در سال ۱۹۹۹، زندانی شدن سیامک پورزند و «زندانی شدن یهودیان ایرانی به اتهام باورهای مذهبیشان» نکرد ابراز تاسف کرد. روزنامه کیهان شیرین عبادی را به همدستی با هیکس در پرونده «نوارسازان» متهم کرده است.

### اعتراضات خوزستان
در پی اعتراضات تابستان ۱۴۰۰ در خوزستان، هیکس در توییتی نوشت جمعی از اعضای مسلح مجاهدین خلق هم جزء معترضان بوده‌اند، و آنها را آموزش دیده توسط اسرائیل خواند، که با اعتراضات گسترده‌ای روبه‌رو شد.

## حاشیه‌ها

### مناظره تلویزیونی با مهدی مهدوی آزاد
مصاحبهٔ زنده تلویزیونی مشترک یا مناظره مهدی مهدوی‌آزاد و الهه هیکس در شبکه ایران اینترنشنال در برنامه تیتر اول با اجرای فرداد فرحزاد در ۳ مرداد ۱۴۰۰ پرتنش شد و مورد توجه قرار گرفت. در این برنامه، الهه هیکس که بدون ارائه مدرک در توییتر گفته بود اعضای مسلح مجاهدین خلق در اعتراضات تابستان ۱۴۰۰ مردم خوزستان حضور داشته‌اند، به‌جای ارائه مدرک برای اثبات گفته‌اش، با توهین خطاب به مهدوی‌آزاد، برای او از القابی چون بی‌مایه، دروغگو و نوچهٔ مسیح علی‌نژاد و حیوان استفاده کرد.